# Bobby Joe Hill
Tyrone Bobby Joe Hill (Highland Park, 12 giugno 1943 – El Paso, 8 dicembre 2002) è stato un cestista statunitense.

## Carriera
Fu il capocannoniere 1965-66 del Texas Western College (ora Università del Texas a El Paso), aiutando i Miners a vincere il campionato NCAA 1966.
La vittoria è considerata una delle più importanti della storia dello sport. I Miners infatti nella finale NCAA schierarono un quintetto di colore, a differenza degli avversari, l'università di Kentucky.
Il quintetto nero dei Miners sconfisse Kentucky per 72-65. Bobby Joe Hill fu uno dei migliori giocatori in campo. Nel primo tempo rubò palla a Louie Dampier e Tommy Kron, trasformando entrambe le palle in facili lay-up. Fu il miglior realizzatore con 20 punti, e le sue giocate vennerono supportate dai compagni di squadra Harry Flournoy, Nevil Shed, Dave Lattin e Willie Worsley.
Bobby Joe Hill si stabilì a El Paso, dopo la sua carriera nei Miners, e sposò la sua fidanzata del college. Lavorò per 30 anni alle dipendenze della El Paso Natural Gas Company, andando in pensione nel 1996. Morì nel 2002, di un infarto al miocardio all'età di 59 anni. È sepolto nel Restlawn Memorial Park a El Paso, Texas.
La storia di Bobby Joe Hill e di Texas Western durante il campionato nazionale 1966 è stata immortalata nel film Glory Road, uscito negli Stati Uniti nel gennaio 2006, 40 anni dopo gli avvenimenti. Derek Luke è stato scelto per interpretare Bobby Joe nel film.